# برينس أوسو (لاعب كرة قدم ألماني)
برنس أوسي أووسو (بالإنجليزية: Prince Osei Owusu)‏ هو لاعب كرة قدم غاني في مركز الهجوم، ولد في 7 يناير 1997 في فرتهايم آم ماين في ألمانيا. شارك مع منتخب ألمانيا الوطني لكرة القدم تحت 15 سنة ‏ ومنتخب ألمانيا تحت 18 سنة لكرة القدم ومنتخب ألمانيا تحت 19 سنة لكرة القدم. أما مع النوادي، فقد لعب مع نادي شتوتغارت.

## وصلات خارجية
- برنس أوسي أووسو على موقع الدوري الأمريكي (الإنجليزية)
- برنس أوسي أووسو على موقع قاعدة بيانات كرة القدم.إي يو (الإنجليزية)
- برنس أوسي أووسو على موقع Soccerway.com (الإنجليزية)
- برنس أوسي أووسو على موقع عالم كرة القدم.نت (الإنجليزية)